# Impérium – Mafie v Atlantic City
Impérium – Mafie v Atlantic City (v anglickém originále Boardwalk Empire) je americký kriminální dramatický televizní seriál, odehrávající se ve 20. letech 20. století v USA, tedy v období prohibice. Ta vyvolávala mimo jiné i rozsáhlou kriminální činnost, díky které si hlavní hrdina Nucky Thompson (Steve Buscemi), dokáže pořádně namastit kapsy. V civilním světě je tvrdým obchodníkem, politikem, je ale také gangsterem a v podstatě Atlantic City vládne.
Seriál dějově vychází z bestselleru Boardwalk Empire: The Birth, High Times and Corruption of Atlantic City od Nelsona Johnsona. Premiéru měl seriál 19. září 2010 na kabelové stanici HBO. V lednu 2014 pak bylo během panelu HBO na TCA (Television Critics Association) oficiálně oznámeno, že seriál po odvysílání páté série řekne sbohem.

## Hlavní role
| Steve Buscemi            | Enoch „Nucky“ Thompson            |
| Michael Pitt             | James „Jimmy“ Darmody             |
| Kelly Macdonaldová       | Margaret Schroederová/Thompsonová |
| Michael Shannon          | Nelson Van Alden / George Mueller |
| Shea Whigham             | Elias „Eli“ Thompson              |
| Aleksa Palladinová       | Angela Darmodyová                 |
| Michael Stuhlbarg        | Arnold Rothstein                  |
| Stephen Graham           | Al Capone                         |
| Vincent Piazza           | Lucky Luciano                     |
| Paz de la Huerta         | Lucy Danzigerová                  |
| Michael Kenneth Williams | Albert „Chalky“ White             |
| Anthony Laciura          | Edward Anselm „Eddie“ Kessler     |
| Paul Sparks              | Mieczyslaw „Mickey Doyle“ Kuzik   |
| Dabney Coleman           | komodor Louis Kaestner            |
| Jack Huston              | Richard Harrow                    |
| Gretchen Mol             | Gillian Darmody                   |
| Charlie Cox              | Owen Sleater                      |
| Bobby Cannavale          | Gyp Rosetti                       |
| Ron Livingston           | Roy Phillips                      |
| Jeffrey Wright           | Dr. Valentin Narcisse             |